# Jaime Moreno Ciorciari
Jaime José Moreno Ciorciari (Puerto La Cruz, Venezuela, 30 de marzo de 1995) es un futbolista venezolano-nicaragüense que juega como delantero en PS Barito Putera de la Liga 1 de Indonesia, y en la selección de Nicaragua.
Nacido en Venezuela de padre nicaragüense y madre ítalo-venezolana, Moreno también cuenta con nacionalidad venezolana y pasaporte italiano.

## Carrera

### Deportivo Anzoátegui
Debutó con el Deportivo Anzoátegui el 21 de octubre de 2012 al enfrentar al Deportivo Petare. Durante la campaña 2012-13 realizó un total de 7 apariciones anotando un gol, además de conseguir el Torneo Apertura.
Para la temporada 2013-14 jugó 28 partidos logrando anotar 10 goles. En esa temporada fue nominado como Juvenil del Año en la Primera División de Venezuela logrando el segundo lugar.

### AEL Limassol
Para la temporada 2014-15 fue cedido al AEL Limassol de la Primera División de Chipre. En su estancia en el club chipriota no logró debutar con el primer equipo, aunque fue convocado a algunos partidos.

### CD El Palo
Luego de sus actuaciones en el Campeonato Sudamericano Sub-20 de 2015, el Málaga C. F. cerró la contratación del delantero para militar, a priori en el filial del club, por tres temporadas. Sin embargo fue cedido al Centro de Deportes El Palo de la Segunda División B de España para disputar la segunda vuelta del campeonato. 
Jaime Moreno jugó 10 partidos esa temporada, anotando dos goles (frente a la Balompédica Linense y el Betis B) y dando otras dos asistencias. Pese a que su rendimiento fue de menos a más esa campaña, el Centro de Deportes El Palo no consiguió evitar su descenso a la Tercera División.

### Atlético Malagueño
En la temporada 2015-16, Jaime Moreno regresó al Atlético Malagueño para ser el delantero titular del equipo donde quedó máximo goleador con 23 goles en el grupo 9 pero en su intento de regreso a la Segunda División B de España.

### Cultural y Deportiva Leonesa
Para la temporada 2016-17, el Atlético Malagueño le cede a la Cultural y Deportiva Leonesa. donde estuvo 6 meses anotando 2 goles en copa del rey y 4 en liga.

### La Hoya Lorca
El 30 de enero de 2017, se da su traspaso hacia el Lorca FC, y asciende a la división de plata, la liga 123 de España. La ficha de Moreno pertenece al Málaga C.F.

## Selección nacional
Tras su paso en las selecciones sub-17 y sub-20 de Venezuela, Moreno se decantaría por la selección de Nicaragua, con la cual debutó en un partido amistoso el 30 de diciembre de 2016 en la derrota 1:3 ante Trinidad y Tobago. Tres meses después de su debut con la selección nicaragüense, Moreno anunciaría su renuncia a la selección por falta de condiciones en la misma.
En febrero de 2018, Moreno pidió disculpas públicas a la FENIFUT, las cuales fueron bien acogidas por los federados y la afición nicaragüense. El resultado inmediato fue su convocatoria para los amistosos entre Nicaragua vs Cuba en las fechas FIFA de marzo del mismo año, en los cuales anotó dos goles y dio dos asistencias para un retorno brillante.

### Goles internacionales
Resumen de Goles con la Selección de Nicaragua.
- Clasificación para la Copa Mundial de Fútbol 0 goles

- Copa de Oro 0 goles

- Liga de Naciones de la Concacaf 3 goles

- Clasificación para la Liga de Naciones Concacaf 2 goles

- Copa Centroamericana 0 goles

- Amistosos 3 goles

- Goles Totales: 8 goles

| Núm. | Fecha      | Estadio, Ciudad y País               | Oponente | Goles | Resultado | Competencia |
| ---- | ---------- | ------------------------------------ | -------- | ----- | --------- | ----------- |
| 1    | 22/03/2018 | Estadio Nacional, Managua, Nicaragua | Cuba     | 1     | 3–1       | Amistoso    |
| 2    | 25/03/2018 | Estadio Nacional, Managua, Nicaragua | Cuba     | 1     | 3–3       | Amistoso    |

### Participaciones internacionales

#### Campeonato Sudamericano Sub-20
| Sudamericano Sub-20 | Selección | Sede    | Resultado    | Partidos | Goles |
| ------------------- | --------- | ------- | ------------ | -------- | ----- |
| Sudamericano 2015   | Venezuela | Uruguay | Primera fase | 3        | 1     |

#### Copa Centroamericana
| Copa Centroamericana      | Selección | Sede   | Resultado | Partidos | Goles |
| ------------------------- | --------- | ------ | --------- | -------- | ----- |
| Copa Centroamericana 2017 | Nicaragua | Panamá | 5° lugar  | 4        | 0     |

## Palmarés

### Títulos nacionales
| Título         | Equipo               | Año  |
| -------------- | -------------------- | ---- |
| Copa Venezuela | Deportivo Anzoátegui | 2012 |

### Distinciones individuales
| Distinción                                     | Año  |
| ---------------------------------------------- | ---- |
| Máximo goleador de la Veikkausliiga (12 goles) | 2024 |